# Sphecodes rugulosus
Sphecodes rugulosus är en biart som beskrevs av Frédéric Jules Sichel 1865. Sphecodes rugulosus ingår i släktet blodbin, och familjen vägbin. Inga underarter finns listade i Catalogue of Life.